# David Hirst (piłkarz)
David Eric Hirst (ur. 7 grudnia 1967 w Barnsley) – angielski piłkarz grający na pozycji napastnika. W swojej karierze rozegrał 3 mecze w reprezentacji Anglii i strzelił 1 gola.

## Kariera klubowa
Swoją karierę piłkarską Hirst rozpoczął w klubie Barnsley. W 1985 roku awansował do kadry pierwszego zespołu i w sezonie 1985/1986 zadebiutował w nim w Division Two. W Barnsley grał przez rok.
W sierpniu 1986 roku Hirst przeszedł za 200 tysięcy funtów do grającego w Division One, Sheffield Wednesday. W zespole tym zadebiutował 23 sierpnia 1986 w zremisowanym 1:1 wyjazdowym meczu z Charltonem Athletic. Od czasu debiutu był podstawowym zawodnikiem klubu z Sheffield. W sezonie 1989/1990 spadł z nim do Division Two. W sezonie 1990/1991 wrócił z Sheffield do Division One strzelając wówczas 24 gole w lidze. W tamtym sezonie zdobył również z Sheffield Puchar Ligi Angielskiej (wystąpił w zwycięskim 1:0 finałowym meczu z Manchesterem United). W zespole Sheffield występował do 1997 roku. Rozegrał w nim 294 ligowe mecze i strzelił 106 goli.
17 października 1997 Hirst podpisał kontrakt z Southamptonem, do którego przeszedł za 2 miliony funtów. W Southamptonie zadebiutował 18 października 1997 w przegranym 0:1 domowym meczu z Blackburn Rovers. W sezonie 1998/1999 rozegrał 2 ligowe mecze, a w sezonie 1999/2000 - żadnego. W styczniu 2000 roku zakończył karierę piłkarską.
| Sezon   | Klub                | Kraj   | Rozgrywki      | Mecze | Bramki |
| ------- | ------------------- | ------ | -------------- | ----- | ------ |
| 1985/86 | Barnsley            | Anglia | Division Two   | 28    | 9      |
| 1986/87 | Sheffield Wednesday | Anglia | Division One   | 21    | 6      |
| 1987/88 | Sheffield Wednesday | Anglia | Division One   | 24    | 3      |
| 1988/89 | Sheffield Wednesday | Anglia | Division One   | 32    | 7      |
| 1989/90 | Sheffield Wednesday | Anglia | Division One   | 38    | 14     |
| 1990/91 | Sheffield Wednesday | Anglia | Division Two   | 41    | 24     |
| 1991/92 | Sheffield Wednesday | Anglia | Division One   | 33    | 18     |
| 1992/93 | Sheffield Wednesday | Anglia | Premier League | 22    | 11     |
| 1993/94 | Sheffield Wednesday | Anglia | Premier League | 7     | 1      |
| 1994/95 | Sheffield Wednesday | Anglia | Premier League | 15    | 3      |
| 1995/96 | Sheffield Wednesday | Anglia | Premier League | 30    | 13     |
| 1996/97 | Sheffield Wednesday | Anglia | Premier League | 25    | 6      |
| 1997/98 | Sheffield Wednesday | Anglia | Premier League | 6     | 0      |
| 1997/98 | Southampton         | Anglia | Premier League | 28    | 9      |
| 1998/99 | Southampton         | Anglia | Premier League | 2     | 0      |
| 1999/00 | Southampton         | Anglia | Premier League | 0     | 0      |

## Kariera reprezentacyjna
W latach 1988–1989 Hirst rozegrał 7 meczów i strzelił w gola w reprezentacji Anglii U-21. W dorosłej reprezentacji zadebiutował 1 czerwca 1991 wygranym 1:0 towarzyskim meczu z Australią, rozegranym w Sydney. Od 1991 do 1992 roku rozegrał w kadrze narodowej 3 mecze i strzelił w nich 1 bramkę.
| Mecze i gole w reprezentacji | Mecze i gole w reprezentacji | Mecze i gole w reprezentacji | Mecze i gole w reprezentacji | Mecze i gole w reprezentacji | Mecze i gole w reprezentacji | Mecze i gole w reprezentacji |
| #                            | Data                         | Stadion                      | Rywal                        | Wynik                        | Gol                          | Rozgrywki                    |
| 1991                         | 1991                         | 1991                         | 1991                         | 1991                         | 1991                         | 1991                         |
| ---------------------------- | ---------------------------- | ---------------------------- | ---------------------------- | ---------------------------- | ---------------------------- | ---------------------------- |
| 1.                           | 01.06.1991                   | Sydney, Australia            | Australia                    | 1:0                          | 0                            | towarzyski                   |
| 2.                           | 08.06.1991                   | Wellington, Nowa Zelandia    | Nowa Zelandia                | 2:0                          | 1                            | towarzyski                   |
| 1992                         |                              |                              |                              |                              |                              |                              |
| 3.                           | 19.02.1992                   | Londyn, Anglia               | Francja                      | 2:0                          | 0                            | towarzyski                   |